# Maranathakerk (Delft)
De Maranathakerk was een Nederlands-hervormde kerk aan de Charlotte de Bourbonstraat in de stad Delft, in de Nederlandse provincie Zuid-Holland. Samen met de Vredeskerk en de Immanuëlkerk vormde deze kerk de kerkendriehoek. De kerk was ontworpen door Teus van Hoogevest en het gebouw werd voltooid in 1956. 
In 2000 werd de kerk gesloten. Een jaar later brandde de kerk uit en kort daarna werd zij afgebroken. 
Sint-Adelbertkerk · 
Kerk van het Allerheiligst Sacrament · 
Pastoor van Arskerk · 
Bethlehemkerk · 
Sint-Corneliuskapel · 
De Deur · 
H.H. Franciscus en Clarakerk · 
Génestetkerk · 
Sint-Hippolytuskapel · 
Sint-Hippolytuskerk · 
Hofkerk · 
Immanuëlkerk · 
Levend Water · 
Lutherse kerk · 
Maranathakerk · 
Maria van Jessekerk · 
Maria en Ursulakerk · 
Marcuskerk · 
Nieuwe Kerk · 
O.L.V. Onbevlekt Ontvangen · 
Ontmoetingskerk · 
Oosterkerk · 
Oude Kerk · 
Plaats van Samenkomst · 
Sint-Stanislaskapel · 
Vierhovenkerk · 
Waalse kerk · 
Westerkerk · 
Zuiderkerk